# Cubanthus
Cubanthus es un género perteneciente a la familia de las euforbiáceas con tres especies de plantas.

## Taxonomía
El género fue descrito por Charles Frederick Millspaugh y publicado en Publications of the Field Museum of Natural History, Botanical Series 2(9): 371–372. 1913. La especie tipo es: Cubanthus linearifolius (Griseb.) Millsp.	

## Especies
Está considerado por algunos autores como una sinonimia de Euphorbia L.
- Cubanthus brittonii Millsp.
- Cubanthus linearifolius (Griseb.) Millsp.
- Cubanthus umbelliformis Urb. & Ekman